# Chispita (canción)
«Chispita» es el tercer sencillo de la banda mexicana Timbiriche, la canción fueron interpretadas a dueto junto con Lucerito, fue una canción que sirvió de entrada para la telenovela del mismo nombre que ella protagonizaba en ese momento.

## La canción
La canción narra sobre la vida de la protagonista, fue una canción que marco que Timbiriche servía para poder interpretar canciones de telenovelas.

## El video
En el video, se puede ver a Lucerito acompañada de la banda de Timbiriche y con unas luces de corazones, siendo catalogado como el video más inocente de la banda.

## Posicionamiento
| Listas (2006-2007)               | Posiciones |
| -------------------------------- | ---------- |
| Latin America Top 100            | 30         |
| México Top 100                   | 26         |
| España Hot 100                   | 15         |
| U.S. Billboard Latin Pop Airplay | 39         |

- Datos: Q2879340